# Среднево
Среднево (болг. Среднево) — село в Болгарии. Находится в Кырджалийской области, входит в общину Черноочене. Население составляет 210 человек.

## Политическая ситуация
В местном кметстве Драганово, в состав которого входит Среднево, должность кмета (старосты) исполняет Небибе Иса Ибрям (Движение за права и свободы (ДПС)) по результатам выборов правления кметства.
Кмет (мэр) общины Черноочене — Айдын Ариф Осман (Движение за права и свободы (ДПС)) по результатам выборов в правление общины.